# Вірменська середня школа «Гетронаган»
Вірменська середня школа «Гетронаган» — середня школа вірменської общини в районі Каракьой Стамбула, Туреччина, заснована 1886 року. Школа розташована на території Собору Святого Григорія Просвітителя.

## Історія

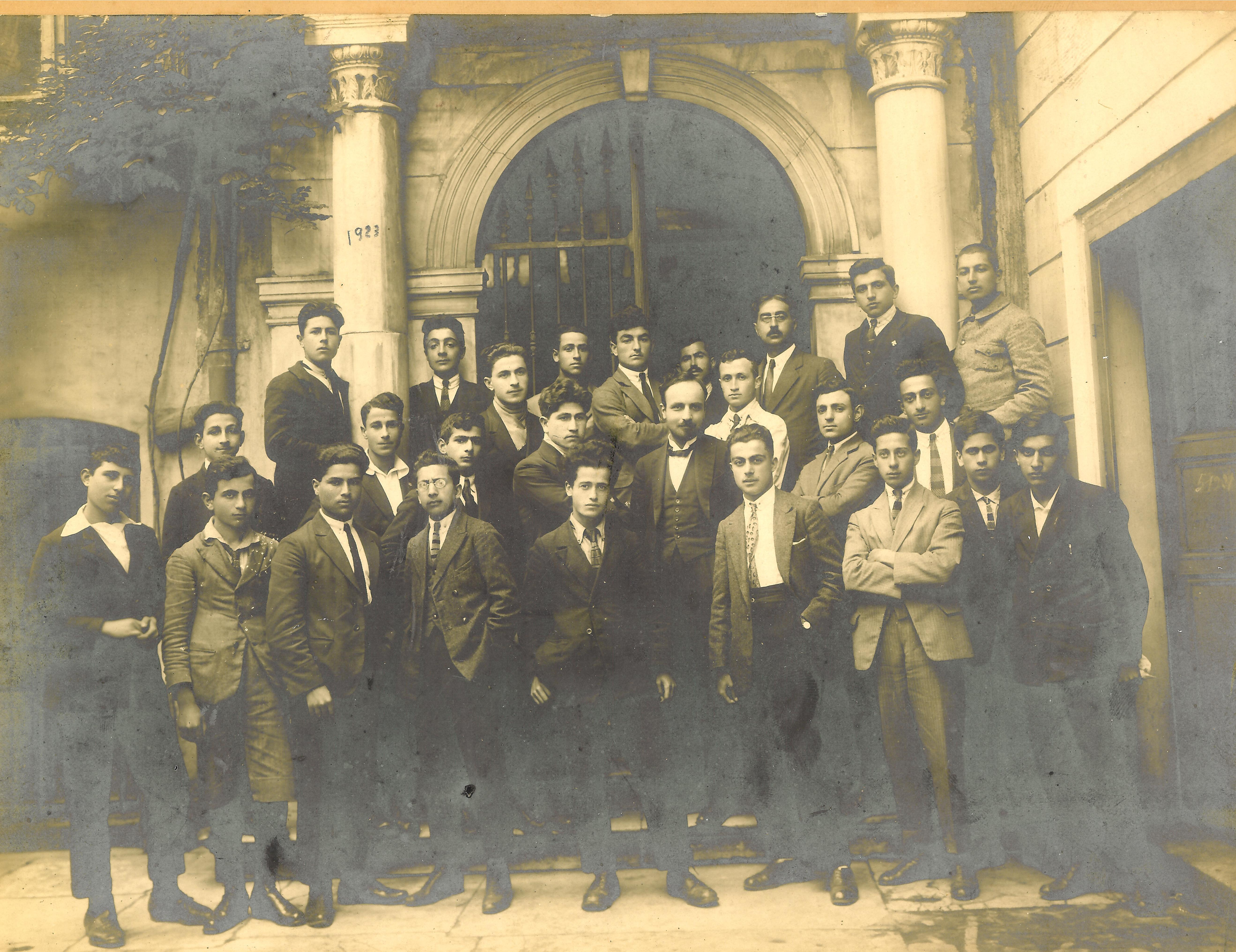
Один із класів школи 1923 року під керівництвом Кегама Кавафяна. Зліва від директора стоїть Нікогос Сарафян — вірменський письменник, поет і журналіст.

За підтримки архієпископа Нерсеса Варжапетяна і провідних представників вірменської інтелігенції 1 вересня 1886 року середня школа «Гетронаган» відкрила свої двері в кварталі Галатіо Константинополя. Католикос усіх вірмен Магар і архієпископ Арутюн Вехабетян, патріарх вірмен у Стамбулі, провели церемонію відкриття. Метою відкриття школи було дати вихованцям вірменську освіту, підготувати вчителів для вірменських шкіл Константинополя і його повітів. Випускники отримували право продовжити навчання в університетах європейських країн (особливо у Франції та Швейцарії). Першим директором школи став Мінас Чераз (1886—1889).

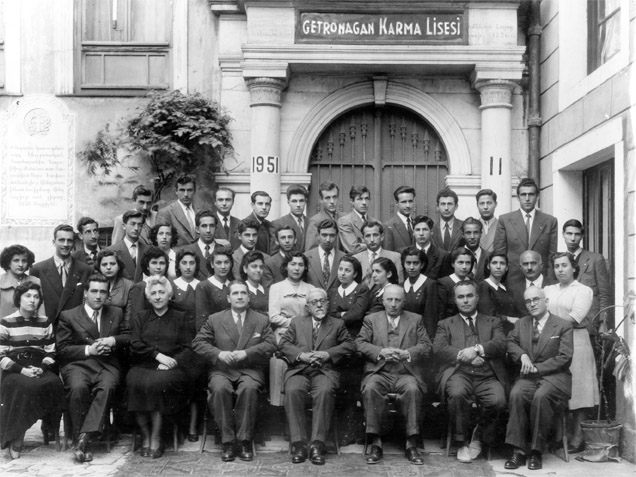
Школа «Гентронаган» 1951 року.

1947 року в Стамбулі засновано Союз вихованців школи «Гентронаган», який має свої філії у Франції, США та Канаді. Літературними, театральними, музичними, культурними та іншими заходами він сприяє збереженню вірменства, одночасно намагаючись матеріально і морально підтримати навчальний заклад.

## Сучасна діяльність школи
Станом на 2014 рік школа навчає дітей обох статей, 2001 року в ній налічувалося 182 учні. Викладання ведеться, переважно, турецькою мовою, але є також уроки вірменської мови і літератури. Вивчення англійської мови обов'язкове, французька й іспанська викладаються як іноземні мови, обидві не обов'язкові для вивчення.

## Відомі випускники
- Рачія Ачарян — лінгвіст, філолог, етимолог, поліглот, дійсний член Академії наук Вірменської РСР (1943);
- Хайко Джепкін — рок-музикант, композитор, клавішник і актор;
- Ара Ґюлер — фотожурналіст;
- Місак Мецаренц — поет;
- Левон Шант — письменник, поет, політичний діяч;
- Соґомон Тейлірян — вірменський месник, убивця Талаата-паші;[4][5]
- Єрухан — письменник;
- Маркар Єсаян — письменник, журналіст, політичний діяч;
- Вазген Андреасян — письменник і інженер;
- Шахан Арцруні — піаніст, лектор, етномузикознавець, композитор, письменник і продюсер;
- Оннік Чіфте-Сараф — письменник;
- Аршаг Чобанян — письменник;
- Арам Хайгаз — письменник;
- Гарегін II Казанчян[en] — патріарх;
- Мкртич Маргосян — письменник;
- Саркіс Мінасян — журналіст;
- Кегам Парсегян — письменник;
- Нікогос Сарафян — письменник, поет;
- Леон Тутунджян — художник;
- Арутюн Варпурцян — архітектор;
- Ншан Яубян — архітектор.

## Відомі викладачі
- Ваган Текеян — письменник, поет;
- Товмас Терзян — письменник, драматург;
- Єгіа Демірджибашян — поет;
- Мелкон Кюрджян — письменник;
- Ованес Хінтліян — педагог, публіцист;
- Заре Калфаян — художник;
- Кегам Кавафян — архітектор.